# Madhav Rao I Scindia
Madho Rao, Madhav, Madhoji o Mahadji) Scindia o Sindhia —de nom complet Ali Jah Umdat al-Umara Farzand-i-Arjumand Maharajadhiraj Maharaja Sahib Subadar Shrimant Madho Rao Scindia Bahadur Shrinath Mansur-i-Zaman Naib al-Istiqlal-i-Maharajadhiraj Sawai Madhav Rao Narayan Maharaja Scindia— (1729-1794) fou subadar de Malwa i maharaja de Gwalior, cinquè fill (tercer legítim) de Ranoji Rao Scindia i de Shrimant Akhand Soubhagyavati Chima Sahib Scindia. Sota el seu pare va arribar a general de l'exèrcit maratha. Va escapar amb vida però ferit del camp de batalla de Panipat (gener de 1761).
El 1764 va tornar a Ujjain i el 1765 es va apoderar de Gohad que va arrabassar al raja local. Fou reconegut subadar de Malwa el 18 de gener de 1768. Va introduir el concepte de disciplina entre les seves tropes; va dedicar atenció a l'artilleria, deixant el comandament a oficials francesos o anglesos; va recuperar els antics dominis dels Sindhia el 1769 i encara que nominalment era un delegat del peshwa, en la pràctica era independent i va convertir el seu estat en un dels més forts de l'Índia; l'emperador de Delhi va buscar la seva protecció.
El 1772 va morir el peshwa Madho Rao i Mahadji va tenir part important en les lluites que van seguir. El 1775 Raghuba Peshwa es va posar sota protecció britànica. Les derrotes patides per Sindhia davant el coronel Goddard en la seva famosa marxa de Bengala a Gujarat (1778), tot i la seva victòria a la batalla de Wadgaon, la caiguda de Gwalior a mans del major Popham (1780) i l'atac nocturn del major Camac li van fer veure que no es podia enfrontar als britànics i llavors va negociar el tractat de Salbai entre el peshwa i els britànics el 13 d'octubre de 1781. Segons aquest tractat s'havia de retirar d'Ujjain mentre els britànics es retiraven al nord del Jumma i negociarien tractats amb altres bel·ligerants. Això implicava una mena de supremacia de Sindhia que era reconegut com a independent i no com a vassall del peshwa, i David Anderson, negociador del tractat, fou nomenat resident a la cort de Sindhia.
En endavant Sindhia va aprofitar el sistema de neutralitat dels britànics i es va imposar al nord de l'Hindustan, amb l'ajut del geni militar del francès Benoît de Boigne de Chambery a  Savoia que ja havia servit amb Lord Clare a les famoses brigades irlandeses a Fontenoy i altres llocs, i que havia arribat a l'Índia (després de passar per l'Imperi Otomà on va estar empresonat un temps) i després de servir al 6è d'infanteria de Madras, va entrar al servei de Sindhia (volia anar a Rússia però va perdre els papers i no va poder sortir). Amb l'exèrcit que va organitzar, Sindhia va esdevenir invencible, i va derrotar els rajputs a Lalsot (1787), Patan (1790) i Merta (1790) i als Holkar (Tukoji I Rao Holkar) a Lakheri (1793). El 1783-1784 el país va ser afectat per una gran fam.
El 1785 va reinstal·lar a l'emperador Shah Alam II a Delhi i va rebre el títol de Wakil-ul-Mutlak o viceregent de l'imperi; a petició seva el peshwa va rebre tanmateix el títol de Wakil-ul-Mutlak. Els imperials foren derrotats a Agra (1787) sent privat dels rangs de Bakshi al-Mamlikat, Wakil-i-Mutlaq i Amir al-Umara que li havien estat concedits tres anys abans. El 1788 les malifetes de Ghulam Kadir contra l'emperador, li van donar excusa per intervenir i dominar Delhi esdevenint protector del vell Shah Alam. El 9 de setembre de 1790 l'emperador li va concedir els títols de Umdat al-Umara, Farzand-i-Arjumand, Ali Jah, Shrinath, Mansur-i-Zaman i Naib al-Istiqlal-i-Maharajadhiraj Sawai Madhav Rao Narayan. Després de la pau amb Tipu Sultan el 1792 Sindhia va influir per evitar un tractat entre el nizam, el peshwa i els britànics dirigit contra Tipu. El mateix any va investir al peshwa amb la insígnia de Wakil-ul-Mutlak, i a la cerimònia va mostrar gran humilitat; però els nobles marathes estaven molestos i van refusar assistir a la cerimònia o aportar els tradicionals regals.
Es va casar nou vegades i va deixar tres filles. Va morir sobtadament als 67 anys a Wanowri prop de Poona, de febres tifoidees, el 12 de febrer de 1794. El va succeir el seu besnebot Daulat Rao Scindia al que va adoptar com a fill.